# Diaspora polska
Diaspora polska – pojęcie obejmujące wszystkich Polaków, osoby polskiego pochodzenia i wywodzące swoje korzenie z Polski, żyjących poza granicami Polski.
Zdecydowana większość Polonii i Polaków za granicą to obywatele innych państw oraz z państwami tymi wiąże ich poczucie obywatelskiej lojalności.
Istnieje wiele typologii określających strukturę Polonii i Polaków za granicą. Najistotniejszymi kryteriami jej podziału na kategorie są: rodzaj więzi łączącej członków grupy z Polską, poziom znajomości języka polskiego, potencjał mobilizacyjny w krajach zamieszkania, poziom samoidentyfikacji z Polską, jej dziedzictwem kulturowym i aktualnymi interesami, a w konsekwencji również rodzaj i poziom angażowania się we współpracę z Polską.

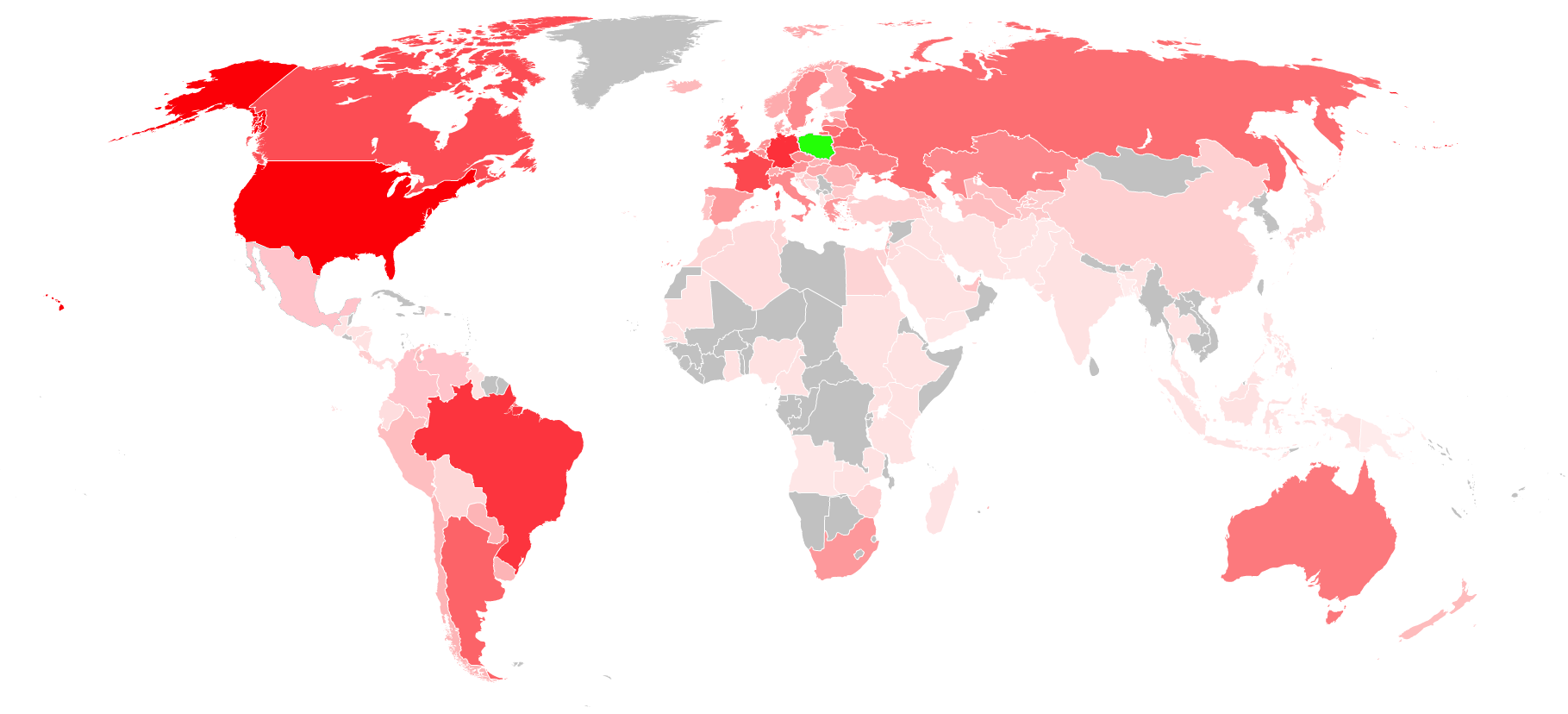
Polacy na świecie (2008)

## Kategorie
Ze względu na nieostrości i umowności kryteriów związanych z pojęciami narodowości, mniejszości narodowej, diaspory, w „Rządowym programie współpracy z Polonią i Polakami za granicą w latach 2015–2020” przyjęto następujące rozumienie pojęć dotyczących Polaków i osób polskiego pochodzenia zamieszkałych za granicą:

### Polskie mniejszości narodowe
Zamieszkiwanie poza Polską członków mniejszości polskich nie jest rezultatem ich indywidualnego wyboru, lecz wydarzeń historycznych, które zmieniły przynależność państwową „małych ojczyzn”. Znacząca część tych wspólnot jest duchowo związana z Polską, jednak odcięcie przez dekady od kraju przodków skutkuje na ogół spadkiem znajomości języka polskiego. Niektóre mniejszości polskie doświadczają niechętnego podejścia ze strony władz państwa zamieszkania, czego skutkiem mogą być trudności w osiąganiu wysokiego statusu społecznego.

### Polonia
Jest to zbiorowość osób urodzonych poza Polską, których przodkowie opuścili Polskę. Osoby należące do Polonii związki z tradycją i kulturą narodową zachowują w drugim pokoleniu, a zazwyczaj i dalszych. Traktują one więzi z Polską jako część historii rodzinnej, a więc i swojej własnej. Członkowie społeczności polonijnych często nie znają Polski z autopsji bądź jedynie sporadycznie ją odwiedzali. Znajomość języka polskiego bądź zanikła, bądź (zazwyczaj) jest ograniczona. Poziom identyfikowania się z polskimi sprawami jest zróżnicowany – od często spotykanego pewnego dystansu, po zachowania afirmatywne.

### Emigracja z okresu II wojny światowej i dekad późniejszych
Społeczność emigrantów wyjeżdżała z Polski w różnych okresach i z rozmaitych powodów: politycznych, ekonomicznych, narodowościowych. Zjawisko to trwało z różnym natężeniem od II wojny światowej do lat 90. XX wieku. Emigranci są zwykle silnie związani z Polską więzami rodzinnymi i obywatelskimi, ojczystym językiem polskim i patriotyzmem.

### Migranci po akcesji 2004 r. korzystający ze swobody przepływu osób w Unii Europejskiej
Migranci w państwach UE to obywatele polscy, którzy niedawno opuścili kraj, zwykle w poszukiwaniu pracy bądź ze względu na podjęcie studiów. Utożsamiają się z Polską i często ją odwiedzają, a język polski jest ich językiem podstawowym.

### Inne społeczności
Inne polskie społeczności, które trudno byłoby zakwalifikować do powyższych kategorii to np. potomkowie powstańców, więźniów politycznych, osób represjonowanych, zesłanych w XIX wieku bądź deportowanych przez reżim stalinowski ze względu na ich narodową tożsamość, najczęściej na tereny dawnej azjatyckiej części imperium rosyjskiego, lub później – ZSRR (Syberia, Kazachstan, Uzbekistan, czy Turkmenistan), jak również potomkowie Polaków, którzy wyjeżdżali za chlebem także na wschód.

## Liczebność
Liczebność Polonii i Polaków za granicą jest różnie oceniana. Wynika to ze stosowania różnych kryteriów, takich jak urodzenie w Polsce, pochodzenie wieloetniczne, znajomość języka polskiego, czy deklarowana świadomość pochodzenia. W niektórych państwach prowadzone są spisy ludności, w innych przeprowadzane tylko ogólne szacunki, co także zmniejsza porównywalność danych. W 2015 roku oceniano, że poza Polską żyje 18–20 milionów Polaków i osób polskiego pochodzenia. Jedna trzecia z tej grupy to Polacy urodzeni i ukształtowani w Polsce, reszta to osoby polskiego pochodzenia o różnym stopniu więzi z polskością. Polonia i Polacy za granicą plasują się na szóstym miejscu w świecie pod względem liczebności w stosunku do ludności kraju ojczystego.

## Rozmieszczenie
W XIX i XX wieku kierunki emigracji z Polski były stosunkowo stabilne. Liczna Polonia w Stanach Zjednoczonych związana jest z tym krajem na ogół od kilku pokoleń. Również państwa Europy Zachodniej otwierały się na emigrantów z Polski. Ustabilizowane są polskie wspólnoty w Ameryce Południowej (Brazylia, Argentyna) oraz w RPA. Większą dynamikę wzrostu notowała w ostatnim półwieczu Polonia w Kanadzie i w Australii, do czego przyczyniała się otwarta polityka imigracyjna tych państw w II połowie XX wieku.
Liczebność społeczności polskich na Wschodzie spada natomiast, w wyniku oddziaływania czynników demograficznych, procesów asymilacji i wyjazdów za granicę.
Przystąpienie Polski do Unii Europejskiej zdynamizowało proces migracji. Poza Polską przebywa ponad 2 mln osób, które opuściły ją w ostatnim dziesięcioleciu. Korzystają one ze swobody przepływu osób w ramach europejskich rynków pracy, przemieszczając się między poszczególnymi państwami członkowskimi. Niewielka ich część przewiduje powrót do Polski w bliższej perspektywie.
Największa liczba przedstawicieli Polonii żyje w Stanach Zjednoczonych, gdzie w sondażu przeprowadzonym w 2012 r. polskie pochodzenie zadeklarowało 9,66 mln osób. W Kanadzie mieszka ich ok. 1 mln, w Brazylii – 1500 tys. (spotyka się wyższe szacunki), w Argentynie 120 tys., Australii – 170 tys., natomiast w Republice Południowej Afryki – 30 tys.
W Europie Zachodniej liczbę Polaków i osób polskiego pochodzenia lub wywodzących się z Polski szacuje się na ok. 4,2 mln osób. Z tej liczby ok. 1,5 mln osób mieszka w Niemczech, 800 tys. we Francji, 200 tys. w Holandii, 100 tys. w Belgii, a 85 tys. w Austrii. Liczebność polskiej diaspory we Włoszech szacowana jest na 150 tys., w Hiszpanii na 85 tys., a w Grecji na 10 tys. W Wielkiej Brytanii mieszka 800 tys. Polaków, w Irlandii 150 tys., natomiast w Islandii 11 tys. W Szwecji liczebność środowiska polonijnego szacuje się na 110 tys., w Norwegii na 110 tys., a w Danii na 60 tys. W Czechach mieszka 120 tys. Polaków i osób polskiego pochodzenia. Kilkutysięczne skupiska występują także w Rumunii, na Węgrzech i na Słowacji. We Francji dominuje „stara” Polonia, natomiast w państwach anglosaskich i skandynawskich – migranci ostatniego dziesięciolecia.
Około miliona osób polskiego pochodzenia żyje w przestrzeni postradzieckiej, chociaż i w tym wypadku spotyka się wyższe szacunki. Według spisów przeprowadzonych w ostatnich latach liczba Polaków na Litwie wynosi 200 tys., a na Białorusi 295 tys. osób. Ta ostatnia liczba może być zaniżona, bowiem część osób mogła nie ujawnić narodowości polskiej. Na Ukrainie wg ostatniego spisu mieszka 144 tys. osób polskiej narodowości; również i ta wartość może być znacznie zaniżona. W Kazachstanie mieszka 34 tys. Polaków, na Łotwie – 46 tys., natomiast w Rosji – 47 tys.

## Grupy geograficzno-funkcjonalne Polonii i Polaków za granicą

### Litwa
Państwo członkowskie UE o bardzo licznej mniejszości polskiej, dysponującej siecią szkół publicznych prowadzących nauczanie w języku polskim. Od zawarcia traktatu dwustronnego w 1994 r. mamy do czynienia z brakiem postępu, a w niektórych dziedzinach regresem, w respektowaniu przez stronę litewską praw osób należących do mniejszości polskiej, co wyraża się m.in. pogłębiającymi się dysproporcjami w finansowaniu szkolnictwa litewsko- i polskojęzycznego, wprowadzeniem niekorzystnych dla młodzieży polskich szkół zmian w odniesieniu do egzaminu maturalnego, cofnięciem prawa do używania dwujęzycznych tablic topograficznych, brakiem satysfakcjonujących działań w kwestii prywatyzacji ziemi na terenach zwarcie zamieszkanych przez mniejszość polską, a od 2010 r. również brakiem ustawy o mniejszościach narodowych. Nie zrealizowano zawartej w traktacie dwustronnym deklaracji o przyznaniu prawa do pisowni w dokumentach nazwisk w języku ojczystym.

### Białoruś

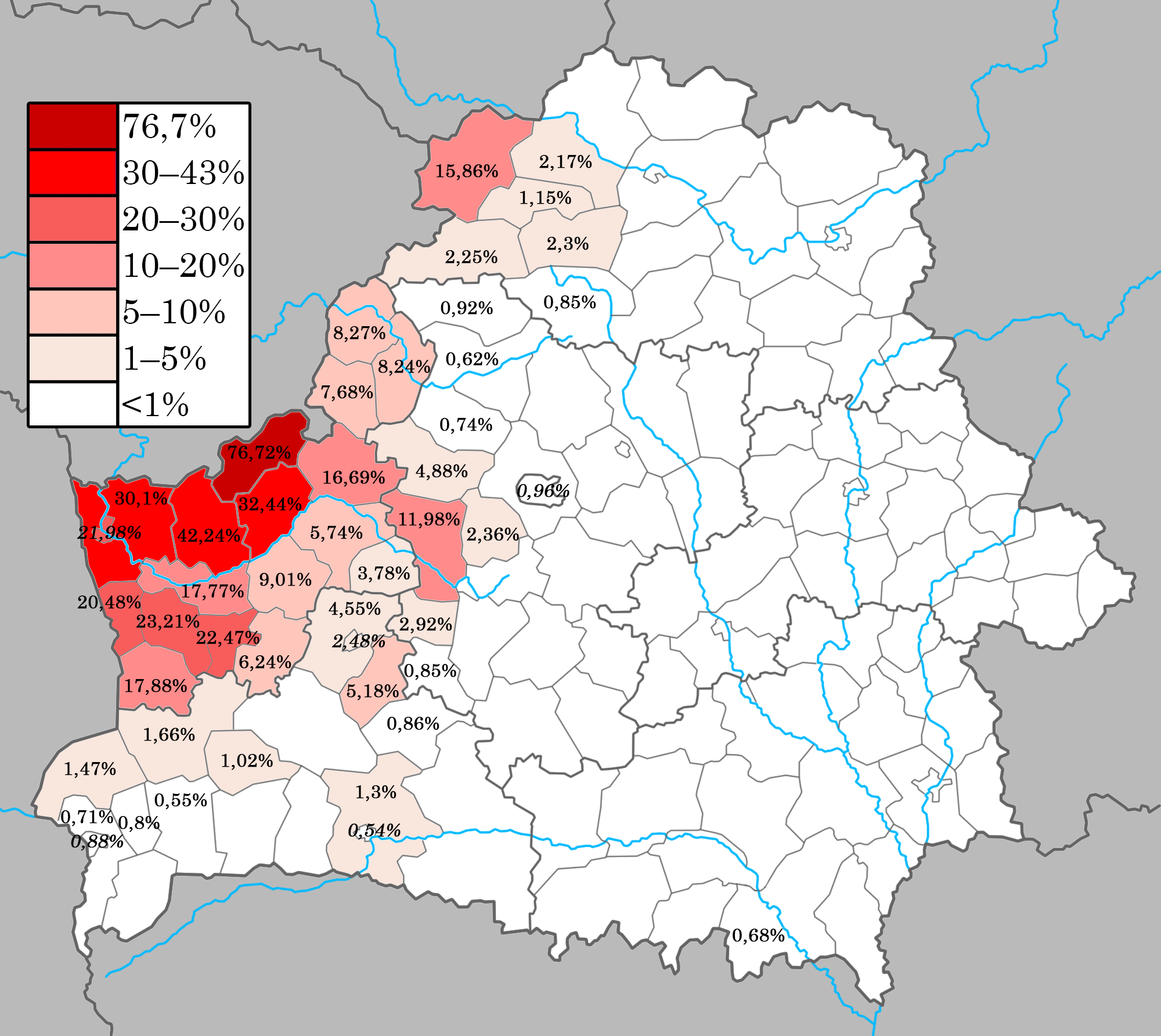
Polacy według rejonów na Białorusi w 1960 roku:

Jedyne państwo europejskie pozostające poza strukturami Rady Europy, z bardzo liczną mniejszością polską. Działalność kulturalno-oświatowa mniejszości, jako oddolna inicjatywa obywatelska, jest systemowo ograniczana przez władze i napotyka na liczne utrudnienia administracyjne. Sytuacja nielicznych szkół publicznych z polskim językiem wykładowym pogarsza się. Białoruś sprzeciwia się realizacji na jej terytorium ustawy o Karcie Polaka.

### Ukraina
Państwo zamieszkałe przez znaczną mniejszość polską. Prawa Polaków i osób polskiego pochodzenia są generalnie przestrzegane. W kraju istnieje duże zainteresowanie nauką języka polskiego. Warunki społeczno-ekonomiczne Polaków, tak jak całego społeczeństwa ukraińskiego, są trudne.

### Czechy, Łotwa, Rumunia, Słowacja, Węgry, Mołdawia
Państwa zamieszkiwane przez mniejszości polskie. Prawa osób pochodzenia polskiego są generalnie przestrzegane.

### Wielka Brytania, Niemcy, Holandia, Irlandia, Austria, Francja, Norwegia, Szwecja, Włochy, Belgia, Dania, Islandia, Hiszpania, Szwajcaria
Są to najważniejsze kraje UE/EFTA z liczną Polonią i migracją poakcesyjną.

### USA, Kanada, Australia, Nowa Zelandia
Państwa zamieszkania bardzo licznej lub licznej Polonii, wśród której znaczna część nie zna języka polskiego.

### Pozostałe państwa europejskie
Są to państwa zamieszkiwania mniej licznej Polonii, o zróżnicowanych warunkach funkcjonowania.

### Rosja oraz kraje Kaukazu i Azji Centralnej
Państwa w których zamieszkują znaczące środowiska polskie. W niektórych krajach ma miejsce dyskryminacyjne traktowanie grup narodowych i/lub ograniczanie swobody działania organizacji społecznych, w tym polonijnych.

### Brazylia, Argentyna
Państwa o bardzo licznej lub licznej Polonii, która w dużej mierze utraciła znajomość języka polskiego.

### Pozostałe państwa
Państwa zamieszkane przez nieliczną Polonię o bardzo zróżnicowanych warunkach funkcjonowania i genezie. Czynnikiem ograniczającym dostęp do kultury polskiej i nauki języka polskiego jest tu rozproszenie społeczności polonijnych.